# Sergio Bleda
Pour les articles homonymes, voir Bleda (homonymie).
Sergio Bleda, né le 27 juillet 1974  à Albacete, est un illustrateur et un auteur de bande dessinée espagnol.

## Œuvres

### Albums
- Dolls Killer, scénario de Nicolas Pona, dessins de Sergio Bleda, Soleil Productions, collection Serial Killer

1. Dolls Killer, 2008  (ISBN 978-2-302-00107-7) [1]
2. Dolls Killer 2, 2009  (ISBN 978-2-302-00643-0) [2]

- Bloody winter, scénario et dessins de Sergio Bleda, Erko, 2004  (ISBN 90-7700-160-3)
- Dors, petite fille, scénario et dessins de Sergio Bleda, Erko, 2003  (ISBN 90-7700-119-0)
- Wednesday Conspiracy, scénario et dessins de Sergio Bleda, Erko

1. Sectes et Paranoïa, 2006  (ISBN 90-7700-182-4)
2. Encrucijada, 2006  (ISBN 90-7828-521-4)